# Colom imperial cuabarrat
El colom imperial cuabarrat (Ducula radiata) és una espècie d'ocell de la família dels colúmbids (Columbidae) que habita els boscos de les muntanyes de Sulawesi.